# Euclid's Nightmare
 (novembre 2023).
Si vous disposez d'ouvrages ou d'articles de référence ou si vous connaissez des sites web de qualité traitant du thème abordé ici, merci de compléter l'article en donnant les références utiles à sa vérifiabilité et en les liant à la section « Notes et références ».
Euclid's Nightmare est un album de musique improvisée par Bobby Previte, à la batterie, et John Zorn, au saxophone alto, dont les pièces n'ont pas de titre (certaines sont présentes deux fois sur l'album) et dépassent rarement 2 minutes.

## Titres
| No  | Titre | Durée |
| --- | ----- | ----- |
| 1.  | 1     | 1:07  |
| 2.  | 2     | 1:06  |
| 3.  | 3     | 1:10  |
| 4.  | 4     | 1:07  |
| 5.  | 5     | 2:02  |
| 6.  | 6     | 1:06  |
| 7.  | 7     | 1:04  |
| 8.  | 8     | 2:01  |
| 9.  | 9     | 1:02  |
| 10. | 10    | 1:42  |
| 11. | 11    | 1:06  |
| 12. | 12    | 1:00  |
| 13. | 13    | 1:07  |
| 14. | 14    | 2:02  |
| 15. | 15    | 2:06  |
| 16. | 16    | 2:05  |
| 17. | 17    | 1:01  |
| 18. | 18    | 1:04  |
| 19. | 19    | 3:44  |
| 20. | 20    | 1:14  |
| 21. | 21    | 2:06  |
| 22. | 22    | 2:20  |
| 23. | 23    | 1:14  |
| 24. | 24    | 1:08  |
| 25. | 25    | 1:03  |
| 26. | 26    | 1:14  |
| 27. | 27    | 2:02  |

## Personnel
- Boby Previte - batterie
- John Zorn - saxophone alto